# Puente General Manuel Belgrano
Die Puente General Manuel Belgrano ist eine Straßenbrücke über den Río Paraná, die die argentinischen Städte Resistencia in der Provinz Chaco und Corrientes in der gleichnamigen Provinz verbindet. Sie wird deshalb meist einfach als Puente Chaco–Corrientes bezeichnet. Sie ist nach Manuel Belgrano (1770–1820) benannt, einem argentinischen Anwalt, Politiker und General.

## Lage
Die Puente General Manuel Belgrano ist rund 30 km von der Einmündung des Río Paraguay an der Grenze zu Paraguay entfernt und ist die erste Brücke unterhalb des rund 250 km entfernten Yacyretá-Staudammes. Flussabwärts ist der 600 km entfernte Túnel Hernandarias zwischen Santa Fe und Paraná die erste feste Flussquerung. Dieser 1969 eröffnete Tunnel ist die älteste feste Querung des Río Paraná in Argentinien. Weitere 130 km flussabwärts steht die 2003 fertiggestellte Rosario-Victoria-Brücke.

## Beschreibung
Die Puente General Manuel Belgrano wurde von Dezember 1968 bis Mai 1973 nach Plänen von Ammann & Whitney von einer Gruppe aus italienischen und einer argentinischen Firma gebaut. Sie hat zwei Fahrspuren und beidseits je einen Gehweg.
Ihr wesentliches Bauwerk ist eine Schrägseilbrücke mit Spannweiten von 245 m in der Hauptöffnung und 163,5 m in den Seitenöffnungen sowie der von der Schifffahrt geforderten lichten Höhe von 35 m über dem Hochwasser. Die A-förmige Struktur ihrer zwei 84 m hohen Pylone aus Stahlbeton ist offensichtlich von Riccardo Morandi beeinflusst, der sie mehrfach verwendete, um die nötige Steifigkeit der Pylone gegenüber den sich über die Brücke bewegenden Verkehrslasten zu erreichen.
Die Fahrbahnträger der Schrägseilbrücke wie auch die der anschließenden Plattenbalkenbrücken sind aus Spannbeton. Auf der westlichen Seite gibt es 10 und auf der östlichen Seite 4 Brückenfelder mit Spannweiten von 80 m, deren Fahrbahn zu den Ufern hin leicht abfällt.
Im Fluss sind zum Schutz der Pylone vor dem Anprall von Schiffen in einer Entfernung von mehreren Meter flussauf- und flussabwärts dreieckige, bis zu 60 m lange und 35 m breite Schwimmkörper als Schiffsabweiser eingebaut.
Diese eigentliche Brücke über dem Fluss ist 1700 m lang. Zusammen mit den beiderseitigen Rampenbrücken auf dem Land ergibt sich eine Gesamtlänge von 2240 m. Meist wird eine Länge von 2800 m angegeben, was einige, aber nicht alle der unmittelbaren über Dämme geführten Zufahrten einschließt. Im Westen führt die Straße auf einem Damm durch das Schwemmland und über alte Flussarme, die mit zwei niedrigen, 475 m und 110 m langen Brücken überquert werden. Am Rand dieses Gebietes befindet sich die Mautstelle, die von der Brücke rund 2,5 km entfernt ist. Im Osten führt die Rampenbrücke in die bis zum Ufer reichende Stadt Corrientes, wo der Verkehr durch mehrere Fahrspuren in die örtlichen Straßen eingefädelt wird.
Zwischen 1996 und 1997 wurden die Schrägseile ausgetauscht, 2015 begannen Sanierungsmaßnahmen am Fahrbahnträger und den Pfeilern.
Da die Brücke infolge des zunehmenden Verkehrs seit langem überlastet ist, einigten sich die beiden Provinzen 2014 auf den Bau einer neuen Brücke, der Ende 2015 ausgeschrieben werden soll.